# 蒙费
蒙费（法語：Montfey，法語發音：[mɔ̃fɛ]）是法国奥布省的一个市镇，位于该省西南部，属于特鲁瓦区。

## 地理
蒙费（48°4'0"N, 3°52'30"E）面积11.49 平方千米，位于法国大東部大區奥布省，该省份为法国中北部省份，北起马恩省，西接塞纳-马恩省，西南至约讷省，东南至科多尔省，东临上马恩省。
与蒙费接壤的市镇（或旧市镇、城区）包括：奥特地区库尔桑、库尔托尔、埃尔维勒沙泰勒、拉西讷、舍曼新城。

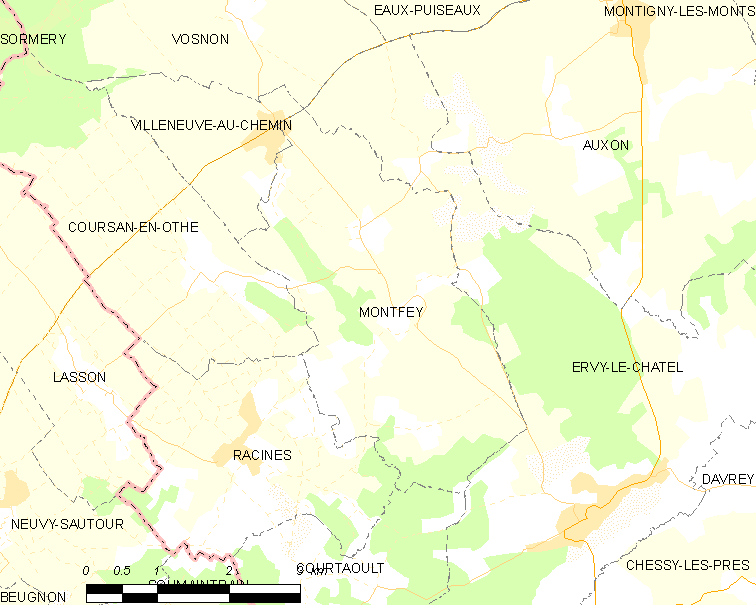
蒙费的OSM定位图

蒙费的时区为UTC+01:00、UTC+02:00（夏令时）。

## 行政
蒙费的邮政编码为10130，INSEE市镇编码为10247。

## 政治
蒙费所属的省级选区为艾克斯-维勒莫尔-帕利斯县。

## 人口

1962-2008年间蒙费人口变化图示

蒙费于2022年1月1日时的人口数量为115人。